# روبرت دورفمان
روبرت دورفمان (بالإنجليزية: Robert Dorfman)‏ هو اقتصادي أمريكي، ولد في 27 أكتوبر 1916 في نيويورك في الولايات المتحدة، وتوفي في 24 يونيو 2002 في Belmont, County Offaly ‏ في جمهورية أيرلندا.